# ココジン
ココジン（Kökejin, ? - 大徳4年2月10日（1300年3月1日））は、モンゴル帝国（元）の世祖クビライの皇太子チンキムの妃。漢字表記は闊闊真。別名はバイラム・エゲチ（伯藍也怯赤）。

## 概要
コンギラト部族の出身。カアンのクビライが出猟したときにその目に止まり、クビライの次男チンキムの妻に迎えられて、中統4年（1263年）から至元2年（1265年）までの3年間にカマラ、ダルマバラ、テムルの3人の男子を産んだ。賢夫人としても知られ、皇太子の称号を与えられてクビライの後継者の最有力候補となったチンキムの宮廷（オルド）をよく守るとともに、チンキムの母にあたる同じコンギラト部族出身の皇后チャブイに近侍してよく仕えた。
至元18年（1281年）、チャブイが亡くなると、君主の后妃のオルドとその所領・財産を同一部族出身の后妃が相続するモンゴルの伝統に従って、生前のチャブイが蓄えていた莫大な財産を受け継いだ。至元23年（1286年）にはチンキムがクビライに先立って没するが、チャブイの保護とチンキムの権勢の下、元において最も権力と財産のある勢力となっていた皇太子府の管理権はココジンが持ったので、チンキムの死後もココジンの3人の男子はクビライの最有力後継者候補であり続けることができた。
至元31年（1294年）、老帝クビライが没すると、カアンの未亡人が主催する後継のカアンを選出するためのクリルタイをココジンが開いた。このクルリタイでは早世したダルマバラを除く、カマラとテムルの兄弟が候補となったが、ココジンはバヤンら重臣らと協力して、クビライが生前に皇太子の称号を与えていた弟のテムルを推し、即位させる。
テムルがカアンになると、その母ココジンは皇太后となり、皇太子府は隆福宮と改称された。ココジンは隆福宮の勢力を背景にテムルの後見者として活躍し、大徳4年（1300年）に没した。
のちにココジンの領した隆福宮は、テムルの皇后でバヤウト部族出身のブルガンと、ダルマバラの未亡人でやはりコンギラト部出身のダギに相続の可能性があったが、テムル死後の政変でダギの領有に帰す。その後、隆福宮はダギの興聖宮に併せられ、ダギ率いるコンギラト派の重臣たちの牙城として、ココジンの遺産は仁宗アユルバルワダから英宗シデバラの時代に絶大な権力を保ち続けることになる。